# Basil Tuma
Basil Tuma (Kampala, 24 de abril de 2005) es un futbolista ugandés, nacionalizado maltés, que juega en la demarcación de extremo para el Reading F. C. de la EFL League One.

## Selección nacional
Tras jugar con las categorías inferiores de la selección, finalmente hizo su debut con la selección de fútbol de Malta el 13 de octubre de 2024 en un partido de la Liga de Naciones de la UEFA 2024-25 contra Moldavia que finalizó con un resultado de 1-0 a favor del combinado maltés tras un gol de Teddy Teuma.

## Clubes
| Club          | País       | Año   | Partidos | Goles |
| ------------- | ---------- | ----- | -------- | ----- |
| Reading F. C. | Inglaterra | 2022- | 12       | 0     |